# Neohypdonus nibleyi
Neohypdonus nibleyi là một loài bọ cánh cứng trong họ Elateridae. Loài này được Wells miêu tả khoa học năm 1991.